# Lindbergia mexicana
Lindbergia mexicana là một loài Rêu trong họ Leskeaceae. Loài này được (Besch.) Cardot mô tả khoa học đầu tiên năm 1910.